# International Baccalaureate
Das International Baccalaureate (von französisch baccalauréat ‚Hochschulreife‘) ist ein international anerkannter Schweizer Schulabschluss, der von der in Genf ansässigen Organisation du Baccalauréat International (OBI), englisch International Baccalaureate Organization, vergeben wird. Die OBI ist eine Stiftung Schweizer Rechts.

## Bildungsgang
Die vier Programme des International Baccalaureate sind:
- IB Primary Years Programme (PYP) für Schüler von drei bis zwölf Jahren (vorschulische Erziehung und Grundstufe, ISCED 0+1)
- IB Middle Years Programme (MYP) für Schüler von elf bis 16 Jahren (Mittelstufe, ISCED 2)
- IB Diploma Programme (DP) für Schüler von 16 bis 19 Jahren (Oberstufe, ISCED 3a)
- IB Career-related Programme (CP) für Schüler von 16 bis 19 Jahren.

Das zweijährige Curriculum des IB DP schreibt vor, dass Schüler sechs Fächer aus mindestens fünf verschiedenen Themenbereichen wählen. Darüber hinaus muss jeder IB-Diploma-Schüler eine Facharbeit (Extended Essay) und den Kurs Theory of Knowledge absolvieren, der kritisches und internationales Denken anregen soll. Die Schüler werden durch CAS (Creativity, Activity, Service) dazu angeregt, ausserschulische soziale Aktivitäten zu erledigen. Um CAS erfolgreich zu absolvieren, sind ein Gruppenprojekt, das mindestens zwei der drei Teilbereiche abdeckt und etwa 50 Stunden zusätzlich in jedem der drei Teilbereiche erfordert, notwendig.
Wenn ein Schüler es nicht schafft, alle Bestandteile des IB zu erfüllen, erhält er anstelle des IB Diploma ein IB Certificate, das alle bestandenen Kurse bescheinigt.

## Das IB Diploma (Hochschulreife)
Seit 1968 wird das IB-Diploma-Programm angeboten. Ursprünglich wegen seines internationalen Charakters für Kinder von Diplomaten konzipiert, wird das IB mittlerweile weltweit auf Englisch, Spanisch oder Französisch angeboten.
Ein Aspirant muss ein Fach aus jeder der sechs Fachgruppen belegen, mindestens drei davon im Higher Level, die übrigen als Standard Level. Higher Level und Standard Level sind mit den deutschen Leistungs- und Grundkursen vergleichbar. Im IB belegt der Schüler damit drei statt der in Deutschland üblichen zwei Leistungskurse, dafür jedoch auch nur drei Grundkurse. IB-Fächer werden mit Ausnahme der Sprache-B-Kurse normalerweise zwei Jahre lang gelehrt. Für ein Higher-Level-Fach werden 240 Stunden Unterricht vorgeschlagen, für die Standard-Level-Kurse 150 Stunden.
Die Higher-Level-Fächer sollen die späteren Karrierewünsche der Schüler widerspiegeln und ihnen besonders in diesen Bereichen inhaltliche Vorkenntnisse vermitteln. Um beispielsweise den Anforderungen eines späteren Medizinstudiums gerecht zu werden, empfiehlt sich demnach eine Kombination aus Chemie und Biologie im Higher Level. Diese Fächerkombination ist keine formale Voraussetzung für die Zulassung zum Medizinstudium in Deutschland, erleichtert aber inhaltlich den Einstieg in das Studium.
Sprache A1
Die Muttersprache (für deutschsprachige Schüler also Deutsch), die als A1-Language auch im Ausland auf Muttersprachenniveau unterrichtet wird. Es handelt sich um einen sehr literaturintensiven Lehrplan.
Sprache A2, B oder Ab Initio
Die meisten deutschen Schüler wählen hier Englisch, aber auch jede andere Sprache ausser der Muttersprache ist möglich. Man kann unterschiedliche Niveaus wählen: A2 hat einen sehr hohen Anspruch und setzt bereits sehr hohe Sprachkenntnisse (fünf bis sieben Jahre Sprachunterricht) voraus, Level B entspricht einem mittleren Sprachniveau (zwei bis drei Jahre Sprachunterricht), bei Ab Initio wird die Fremdsprache neu erlernt. Auch Latein oder Altgriechisch sind je nach Schule möglich.
Fächergruppe 3 – Gesellschaftswissenschaften
Unter anderem Business und Management, VWL, Erdkunde, Geschichte, Geschichte des Islams, IT in der globalen Gesellschaft, Philosophie, Psychologie, Anthropologie.
Fächergruppe 4 – Naturwissenschaften
Biologie, Chemie, Physik, Umwelttechnik oder Design und Technik
Fächergruppe 5 – Mathematik und Informatik
Es gibt vier unterschiedliche Stufen von Mathematik, die je nach den individuellen Fähigkeiten gewählt werden. Ausserdem kann in dieser Gruppe das Fach Informatik zusätzlich anstelle eines Faches aus der Fächergruppe 6 gewählt werden.
Fächergruppe 6 – Kunst und Wahlfächer
In dieser Gruppe kann der Schüler entweder ein weiteres Fach der Fächergruppen 2 bis 5 wählen oder Kunst, Musik oder Theater belegen.
Ausserdem muss jeder Schüler den Kurs Theory of Knowledge belegen. Eine Facharbeit (Extended Essay) von 4000 Wörtern über ein frei wählbares wissenschaftliches Thema bildet ein weiteres zusätzliches Element der Leistungsbewertung.
Die Fächer der Gruppen 1 bis 6 werden jeweils mit bis zu sieben Punkten bewertet, wobei sieben exzellent bedeutet, und mindestens vier Punkte zum Bestehen notwendig sind. Für TOK und EE werden bis zu drei weitere Punkte vergeben, so dass die maximal erreichbare Punktzahl bei 45 Punkten liegt. 42 bis 45 Punkte entsprechen der Abitur- oder Matura-Durchschnittsnote 1,0 in Deutschland und Österreich (bzw. 6 in der Schweiz und Liechtenstein), 36 Punkte einer 2,0 (bzw. 5,0), 30 Punkte einer 3,0 (bzw. 4,0), 24 Punkte einer 4,0 (bzw. 3,0), 18 Punkte einer 5,0 (bzw. 2,0) und 12 Punkte und weniger einer 6,0 (bzw. 1,0).
Die Durchschnittspunktzahl liegt jedes Jahr bei etwa 30 Punkten, wobei etwa 0,05 % der Kandidaten die Gesamtpunktzahl von 45 Punkten (7 Punkte in jedem Fach, dazu alle drei Extrapunkte) erreichen.
Die offizielle Formel für die Übertragung der IB-Punktzahlen in das deutsche Notensystem ist die Bayerische Formel und lautet:
{\displaystyle N=1+3\cdot {\frac {P_{\mathrm {max} }-P}{P_{\mathrm {max} }-P_{\mathrm {min} }}}}
mit N = Durchschnittsnote, P = IB-Gesamtpunktzahl, Pmax = 42 Punkte (IB-Gesamtpunktzahl ohne Zusatzpunkte), Pmin = 24 Punkte (kleinstmögliche IB-Gesamtpunktzahl zum Bestehen) und N = 1,0 (für 42 {\displaystyle \leq } P {\displaystyle \leq } 45).
Die britischen Universitäten Oxford und Cambridge verlangen beispielsweise als Aufnahmevoraussetzung eine Mindestpunktzahl von 38 bis 40 Punkten im IB.
Eine IB World School ist eine von der Organisation du Baccalauréat International autorisierte Schule.

## Nationales
Das IB wird weltweit an mehreren tausend Schulen angeboten. Der Abschluss wird in vielen Ländern als Hochschulzugangsberechtigung anerkannt und entspricht einem internationalen Abitur bzw. einer internationalen Matura.

### Deutschland
In Deutschland gilt für die Anerkennung als Studienzulassung der Beschluss der Kultusministerkonferenz vom 10. März 1986 in der Fassung vom 7. März 2019. Dieser beschreibt die Bedingungen (insbesondere Einschränkungen bei der Fächerwahl), unter denen das IB Diploma als dem Abitur gleichwertig anerkannt wird.
Das IB wird an allen deutschen Internationalen Schulen angeboten. Ausserdem bieten weitere deutsche Schulen das IB an, so zum Beispiel:
- das St. Leonhard Gymnasium in Aachen
- die Nelson Mandela Schule in Berlin
- die Berlin British School
- die Berlin Cosmopolitan School
- das Friedrich-Ebert-Gymnasium Bonn
- das Helmholtz-Gymnasium Bonn
- das Max-von-Laue-Gymnasium in Koblenz
- das Leibniz-Gymnasium Dortmund
- das Hermann-Böse-Gymnasium in Bremen
- das Bertolt-Brecht-Gymnasium Dresden
- die Goetheschule Essen
- das Goethe-Gymnasium in Frankfurt am Main
- die Herderschule in Gießen
- das Felix-Klein-Gymnasium Göttingen
- das Evangelisch Stiftisches Gymnasium Gütersloh
- das Helene-Lange-Gymnasium und das Hansa-Gymnasium Bergedorf in Hamburg
- die Schillerschule in Hannover
- das Friedrich-Wilhelm-Gymnasium Köln
- das Lessing-Gymnasium Köln sowie die St. George’s School in Köln
- das Werner-Heisenberg-Gymnasium Leverkusen
- die Stiftung Louisenlund in Schleswig-Holstein
- das Theodor-Heuss-Gymnasium in Ludwigshafen am Rhein
- das Sächsische Landesgymnasium Sankt Afra in Meißen
- das Nymphenburger Gymnasium in München
- das Gymnasium Paulinum (Münster)
- die Schule Schloss Salem
- das Schuldorf Bergstraße in Seeheim-Jugenheim
- UWC Robert Bosch College in Freiburg im Breisgau
- Gymnasium Schloß Neuhaus in Paderborn
- der Leonardo-da-Vinci-Campus im brandenburgischen Nauen

Das Felix-Klein-Gymnasium Göttingen und die Nelson-Mandela-Schule Berlin sind die einzigen beiden öffentlichen Schulen in Deutschland, die das IB Diploma Programme als Alternative zur deutschen Oberstufe anbieten, so dass auch Schüler mit geringeren Deutschkenntnissen hier eine Hochschulzugangsberechtigung erlangen können.

### Österreich
In Österreich bieten folgende Schulen das IB an:
- AMADEUS International School, Wien
- Anton Bruckner International School, Linz
- Graz International Bilingual School
- Bundesgymnasium und Bundesrealgymnasium Klosterneuburg
- Campus Wien West
- Danube International School, Wien
- International Christian School of Vienna
- International Highschool Herzogberg
- International School Carinthia, Velden am Wörthersee
- International School Innsbruck
- International School Kufstein Tirol
- Linz International School Auhof
- Lower Austrian International School, St. Pölten
- Salzburg International School
- St. Gilgen International School
- The American International School, Wien
- Vienna International School